# Förvaltningsrätten i Umeå
Förvaltningsrätten i Umeå är en förvaltningsdomstol som har ersatt Länsrätten i Västerbottens län och dömer i förvaltningsmål i första instans.

## Domkrets
Förvaltningsrättens domkrets är Västerbottens län.
Den omfattar därmed följande kommuner.
- Bjurholms kommun
- Dorotea kommun
- Lycksele kommun
- Malå kommun
- Nordmalings kommun
- Norsjö kommun
- Robertsfors kommun
- Skellefteå kommun
- Sorsele kommun
- Storumans kommun
- Umeå kommun
- Vilhelmina kommun
- Vindelns kommun
- Vännäs kommun
- Åsele kommun

## Fotnot
1. ↑  5 § Förordningen (1977:937) om allmänna förvaltningsdomstolars behörighet m.m. i dess lydelse från den 15 februari 2010, förordning 2009:872